# Vergelijking van Van Laar
De vergelijking van Van Laar is een thermodynamisch activiteitsmodel dat tussen 1910 en 1913 door de Nederlander Johannes van Laar (1860-1938) werd ontwikkeld uit de vergelijking van Van der Waals. Omdat de originele Van der Waalsparameters geen goede resultaten gaven voor de berekende activiteitscoëfficiënten, kon het model alleen fasenevenwichten goed beschrijven door de parameters aan te passen aan experimentele resultaten. Daarmee verloor de vergelijking het verband met molecuuleigenschappen en wordt zij alleen nog als een empirisch en didactisch model gebruikt.

## Vergelijkingen
Van Laar berekende de overmatige enthalpie vanuit de vergelijking van Van der Waals:
{\displaystyle H^{ex}={\frac {b_{1}X_{1}b_{2}X_{2}}{b_{1}X_{1}+b_{2}X_{2}}}\left({\frac {\sqrt {a_{1}}}{b_{1}}}-{\frac {\sqrt {a_{2}}}{b_{2}}}\right)^{2}}
Hierin zijn ai  en bi  de Van der Waalsparameters. Maar het gebruik van de oorspronkelijke Van der Waalsparameters leidde niet tot een goede beschrijving van fasenevenwichten.
Hierdoor vond de vergelijking van Van Laar uiteindelijk toepassing in de vorm:
{\displaystyle {\frac {G^{ex}}{RT}}={\frac {A_{12}X_{1}A_{21}X_{2}}{A_{21}X_{1}+A_{12}X_{2}}}}
Hierin zijn A12  en A21  empirische constanten die door aanpassing aan de experimentele evenwichtsgegevens worden bepaald.
De activiteitscoëfficiënt van component i wordt afgeleid door differentiatie naar xi. Dit geeft:
{\displaystyle \left\{{\begin{matrix}\ln \ \gamma _{1}=A_{12}\left({\frac {A_{21}X_{2}}{A_{12}X_{1}+A_{21}X_{2}}}\right)^{2}\\\ln \ \gamma _{2}=A_{21}\left({\frac {A_{12}X_{1}}{A_{12}X_{1}+A_{21}X_{2}}}\right)^{2}\end{matrix}}\right.}
Hierin zijn A12  en A21  constanten die gelijk zijn aan de logarithmische activiteitscoëfficiënten bij oneindige verdunning, respecitievelijk {\displaystyle ln(\gamma _{1}^{\infty })} en {\displaystyle ln(\gamma _{2}^{\infty })}:
{\displaystyle \left\{{\begin{matrix}\ln \ \gamma _{1}=\ln \ \gamma _{1}^{\infty }\left({\frac {A_{21}X_{2}}{A_{12}X_{1}+A_{21}X_{2}}}\right)^{2}\\\ln \ \gamma _{2}=\ln \ \gamma _{2}^{\infty }\left({\frac {A_{12}X_{1}}{A_{12}X_{1}+A_{21}X_{2}}}\right)^{2}\end{matrix}}\right.}
Het model geeft stijgende of dalende activiteitscoëfficiënten met afnemende concentratie. Het kan geen extremen beschrijven.
Wanneer A12  = A21  = A, hetgeen inhoudt dat de moleculen van gelijke grootte maar verschillend in polariteit zijn, kan de vergelijking worden vereenvoudigd tot een activiteitsmodel met één parameter:
{\displaystyle \left\{{\begin{matrix}\ln \ \gamma _{1}=Ax_{2}^{2}\\\ln \ \gamma _{2}=Ax_{1}^{2}\end{matrix}}\right.}
In dat geval kruisen de activiteitscoëfficiënten elkaar bij x1  = 0 en zijn de activiteitscoëfficiënten bij oneindige verdunning aan elkaar gelijk. Wanneer A = 0, beschrijft het model een ideaal vloeistofmengsel, dat wil zeggen dat de activiteit van een component gelijk is aan zijn concentratie (molfractie).